# Superpohár UEFA 2021
Superpohár UEFA 2021 byl 46. ročníkem evropské klubové fotbalové soutěže Superpohár UEFA, pořádané Evropskou fotbalovou asociací UEFA, kdy se spolu utkávají vítěz Ligy mistrů a vítěz Evropské ligy. 
V zápase proti sobě nastoupili vítěz Ligy mistrů UEFA 2020/21 Chelsea FC a vítěz Evropské ligy UEFA 2020/21 Villarreal CF. Zápas se odehrál v 11. srpna 2021 na stadionu Windsor Park v severoirském Belfastu. Předchozí vítěz Bayern Mnichov se do zápasu nekvalifikoval a nemohl tak své vítězství obhajovat.
Utkání skončilo vítězstvím anglického celku Chelsea FC 6:5 po penaltách, když v normální hrací době i prodloužení skončilo utkání 1:1; Chelsea tak získala svůj druhý Superpohár v historii.

## Účasti v Superpoháru UEFA
| Název týmu    | Předchozí účasti (tučně označeno vítězství) |
| ------------- | ------------------------------------------- |
| Chelsea FC    | 4 (1998, 2012, 2013, 2019)                  |
| Villarreal CF | 0                                           |

## Výsledek
| 11. srpna 2021 |        |               |                                                                |
| Chelsea FC     | 1 : 1  | Villarreal CF | Windsor Park, Belfast diváci: 10 435 rozhodčí: Sergej Karasjov |
| Zijach 27'     | Report | Gerard 73'    | Windsor Park, Belfast diváci: 10 435 rozhodčí: Sergej Karasjov |

|                                                           |     | Penaltový rozstřel                             |  |
| Havertz Azpilicueta Alonso Mount Jorginho Pulišić Rüdiger | 6:5 | Gerard Mandí Estupiñán Gómez Raba Foyth Albiol |  |